# Operátor (profese)
Operátor či operátorka je osoba, která provádí kvalifikované technické operace a manipulace s nějakým větším a komplikovanějším technickým systémem, technologickým celkem, soustrojím, soustavou technologických linek apod. Může se jednat o osobu, která řídí provoz jaderné elektrárny, chemické továrny apod. Operátorem může být i pracovník nějakého dispečinku, tedy dispečer (dispečerka).
Ve druhé polovině 20. století se tímto slovem také označovali i pracovníci provádějící obsluhu počítačů (obecně výpočetní techniky). V tomto kontextu je používání tohoto slova díky prudkému rozvoji osobních počítačů (PC mikropočítačů) již na ústupu.
V průmyslových podnicích se takto označují dělníci obsluhující výrobní zařízení.